# Хиперкуб
В геометрията хиперкуб е n-мерен аналог на квадрата (n = 2) и куба (n = 3). Представлява затворен изпъкнал геометричен обект, състоящ се от взаимно перпендикулярни във всяко от n-те му измерения елементи от първа до (n-1)-ва размерност (отсечки, равнини и пространства).
Алгебричната му дефиниция е следната: хиперкуб с дължина на страната 2a и център в точката (ξ1,ξ2,...,ξn) се състои от всички точки, които удовлетворяват неравенството |xi – ξi| ≤ a, i = 1,2,...,n.

## Конструкция на хиперкуб
Математически хиперкубът се конструира лесно:
- Точката може да се разглежда като хиперкуб от нулева размерност.
- Ако точката бъде транслирана (придвижена) по права линия с дължина a, се получава отсечка – хиперкуб с единична размерност.
- Ако отсечката бъде транслирана на разстояние a в перпендикулярна на нея посока, се образува квадрат – хиперкуб с размерност 2.
- Ако квадратът се транслира до успоредна на неговата равнина (в тримерното пространство) на разстояние a под ъгъл перпендикулярен на равнината, се получава куб – хиперкуб с размерност 3.
- Ако кубът се транслира на разстояние a в посока от четиримерното пространство, перпендикулярна на всеки от трите му ръба, се получава тесеракт, или хиперкуб в четиримерното пространство.
- И т.н.

Фамилията хиперкубове е една от малкото сред правилните политопи, които могат да се представят във всяко n-мерно пространство.

## Елементи
Хиперкуб от размерност n е ограничен от 2n елемента от размерност (n-1): отсечката е ограничена от две точки; квадратът е ограничен от 4 отсечки, кубът – от 6 квадрата за стени, тесерактът – от 8 куба, наричани също и „клетки“. Броят върхове (точки) на хиперкуб от размерност n е 2n (например, кубът има 23 = 8 върха).
Броят на граничните елементи от размерност m съдържащи се в един n-мерен хиперкуб е равен на {\displaystyle 2^{n-m}{n \choose m}.}
Например, тесерактът се състои от 8 куба (клетки), 24 квадрата (стени), 32 отсечки (ръба) и 16 точки (върха).
- Различни перспективи към 4-мерен хиперкуб

| Размерност n | Име                  | Върхове (0-гранични елементи) | Ръбове (1-гранични елементи) | Стени (2-гранични елементи) | Клетки (3-гранични елементи) | (4-гранични елементи) | (5-гранични елементи) | (6-гранични елементи) | (7-гранични елементи) | (8-гранични елементи) |
| 0            | Точка                | 1                             |                              |                             |                              |                       |                       |                       |                       |                       |
| 1            | Отсечка              | 2                             | 1                            |                             |                              |                       |                       |                       |                       |                       |
| 2            | Квадрат              | 4                             | 4                            | 1                           |                              |                       |                       |                       |                       |                       |
| 3            | Куб (Хексаедър)      | 8                             | 12                           | 6                           | 1                            |                       |                       |                       |                       |                       |
| 4            | Тесеракт (Октахорон) | 16                            | 32                           | 24                          | 8                            | 1                     |                       |                       |                       |                       |
| 5            | Пентеракт            | 32                            | 80                           | 80                          | 40                           | 10                    | 1                     |                       |                       |                       |
| 6            | Хексеракт            | 64                            | 192                          | 240                         | 160                          | 60                    | 12                    | 1                     |                       |                       |
| 7            | Хептеракт            | 128                           | 448                          | 672                         | 560                          | 280                   | 84                    | 14                    | 1                     |                       |
| 8            | Октеракт             | 256                           | 1024                         | 1792                        | 1792                         | 1120                  | 448                   | 112                   | 16                    | 1                     |
| 9            | Енеракт              | 512                           | 2304                         | 4608                        | 5376                         | 4032                  | 2016                  | 672                   | 144                   | 18                    |

## Хиперкубът в компютърните архитектури
В компютърните науки, терминът „хиперкуб“ се отнася до специфичен вид компютър за паралелни изчисления, чиито процесори са свързани по същия начин, по който са свързани с ръбове върховете на хиперкуба. Този вид мрежова топология осигурява компромис между сложността на свързване и дължината на пътя на съобщението.